# Cantone di Le Haut-Grésivaudan
Il Cantone di Le Haut-Grésivaudan è una divisione amministrativa dell'arrondissement di Grenoble.
È stato costituito a seguito della riforma approvata con decreto del 18 febbraio 2014, che ha avuto attuazione dopo le elezioni dipartimentali del 2015.

## Composizione
Comprendeva inizialmente 25 comuni ridottisi a 24 dal 1º gennaio 2016 a seguito della fusione dei comuni di Morêtel-de-Mailles e Saint-Pierre-d'Allevard per formare il nuovo comune di Crêts-en-Belledonne.:
- Les Adrets
- Allevard
- Barraux
- La Buissière
- Le Champ-près-Froges
- Chapareillan
- La Chapelle-du-Bard
- Le Cheylas
- Crêts-en-Belledonne
- La Ferrière
- La Flachère
- Froges
- Goncelin
- Hurtières
- Le Moutaret
- La Pierre
- Pinsot
- Pontcharra
- Saint-Maximin
- Saint-Vincent-de-Mercuze
- Sainte-Marie-d'Alloix
- Sainte-Marie-du-Mont
- Tencin
- Theys
- Le Touvet